# Humbert de Baugé
Humbert de Baugé (ou Bâgé) est un prélat français du XIIe siècle, évêque d'Autun puis archevêque de Lyon.

## Biographie
Humbert est originaire de Bresse, d'une famille seigneuriale liée à la Bourgogne. Il est le fils d'Ulrich/Odalricc [I] de Bâgé/Baugé.
Son oncle Étienne Ier de Baugé est évêque d'Autun de 1112 à 1139 ou 1140. Il est envoyé à Autun, y est fait clerc puis archidiacre. En 1140, après la démission de son oncle et son départ pour Cluny, il prend sa place en 1140. La chronique de Vézelay loue son honnêteté et sa grande piété, bien qu'il ait été en conflit avec son abbé.
Il est élu archevêque de Lyon en 1148 et cette élection semble avoir été régulière, portée par le succès de la réforme grégorienne dans la région. Il dispose d'hommes d'expérience dans son entourage dont Étienne, de la famille de Charolais, ancien archevêque de Vienne.

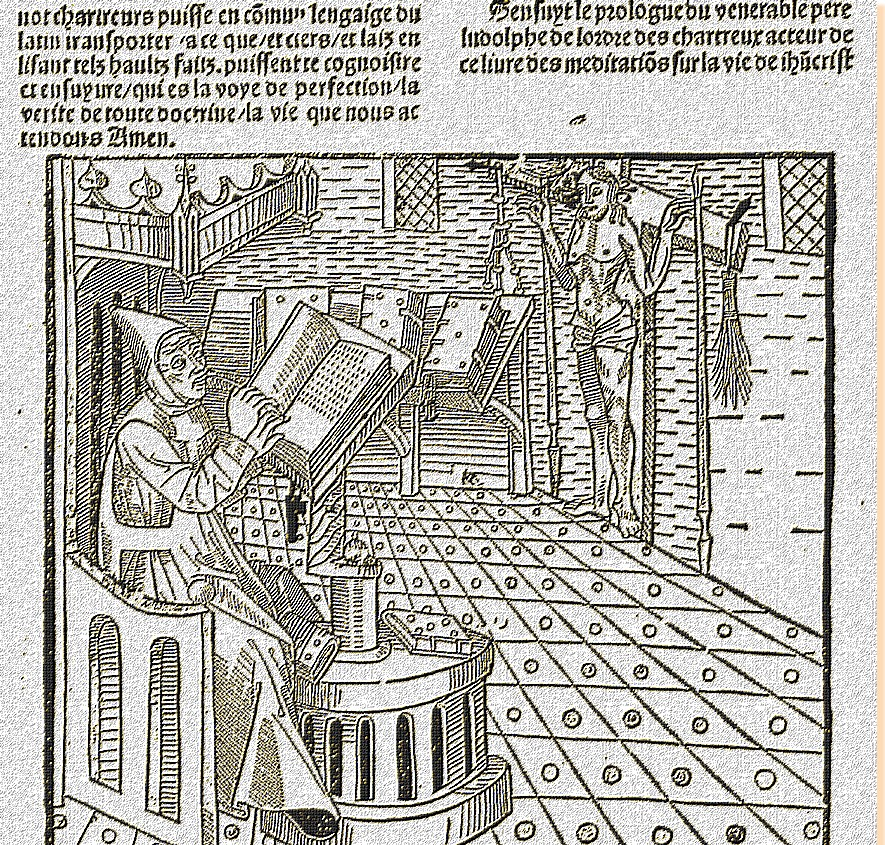
Un Chartreux au travail.

Il y favorise très largement les établissements religieux ; en particulier les Chartreux et le prieuré Saint-Irénée. Il se heurte à l'évêque de Sens qui refuse toujours de reconnaître la primatie dont jouit le trône épiscopal lyonnais. Ainsi, lorsque vers 1150 l'abbé Suger réunit une assemblée d'évêque de Gaule à Chartres, Humbert refuse de s'y rendre tant que l'archevêque de Sens ne reconnait pas la primatie lyonnaise.
En 1153 il quitte ses fonctions pour se retirer dans une abbaye. Longtemps, les historiens lyonnais ont pensé qu'il s'agissait de celle de Seillon, mais l'obituaire de la cathédrale indique celle de Bouvante. La date de son départ du trône archiépiscopal n'est pas connue. Deux documents de 1153 le mentionnent comme évêque. Le 6 avril, un acte indique qu'il lance la construction d'une chapelle dans l'église Saint-Irénée et qu'il y consacre un autel. Par ailleurs, une lettre d'Eugène III le mentionne encore en place le 6 juin ; mais le premier acte de son successeur ne date que de l'année suivante.